# Championnat d'Afrique des nations féminin de handball 1991
Navigation
Algérie 1989 Côte d'Ivoire 1992
La 9e édition du championnat d'Afrique des nations féminin de handball a eu lieu au Caire (Égypte) du 5 au 13 septembre 1991. Le tournoi réunit les sept  meilleures équipes féminines de handball en Afrique et se déroule en même temps que le championnat d'Afrique des nations masculin de handball 1991.
Le Nigeria, vainqueur de cette édition, est ainsi qualifiée pour les Jeux olympiques de Barcelone disputés en 1992.

## Résultats
1re journée, vendredi 6 septembre 1991
- RP Congo bat  Algérie 20-16 (mi-temps 6-10)
- Nigeria bat  Angola ?-?
- Sénégal bat  Égypte ?-?
- exempt :  Côte d'Ivoire

2e journée, samedi 7 septembre 1991
- Égypte bat  RP Congo 27-12
- Côte d'Ivoire bat  Angola 23-18 (mi-temps 6-11)
- Nigeria bat  Sénégal 24-23
- exempt :  Algérie

3e journée, dimanche 8 septembre 1991
- à 14h00,  Nigeria bat  Côte d'Ivoire 21-17
- à 16h00,  Algérie bat  Égypte 14-11 (mi-temps 8-5)
- à 18h00,  Angola bat  RP Congo 31-21
- exempt :  Sénégal

jour de repos, lundi 9 septembre 1991
4e journée, mardi 10 septembre 1991
- Angola bat  Algérie ?-?
- autres matchs et résultats inconnus

5e journée, mercredi 11 septembre 1991
- Angola et  Sénégal ?-?
- Nigeria bat  Algérie ?-?
- autres matchs et résultats inconnus

6e journée, jeudi 12 septembre 1991
- RP Congo bat  Côte d'Ivoire 24-17 (mi-temps 11-12)
- Algérie bat  Sénégal 20-16 (mi-temps 9-7)
- Nigeria bat  Égypte 20-13 (mi-temps 9-5)
- exempt :  Angola

7e et dernière journée, vendredi 13 septembre 1991
- Nigeria bat  Angola 26-22
- Algérie bat  Côte d'Ivoire 15-14
- Sénégal bat  Égypte 15-0 (forfait)
- exempt :  RP Congo

## Classement final
Le classement final est :
| Classement                  | Pays          |
| --------------------------- | ------------- |
| Médaille d'or, Afrique      | Nigeria       |
| Médaille d'argent, Afrique  | Angola        |
| Médaille de bronze, Afrique | RP Congo      |
| 4                           | Algérie       |
| 5                           | Sénégal       |
| 6                           | Côte d'Ivoire |
| 7                           | Égypte        |